# Juan de Ladrilleros

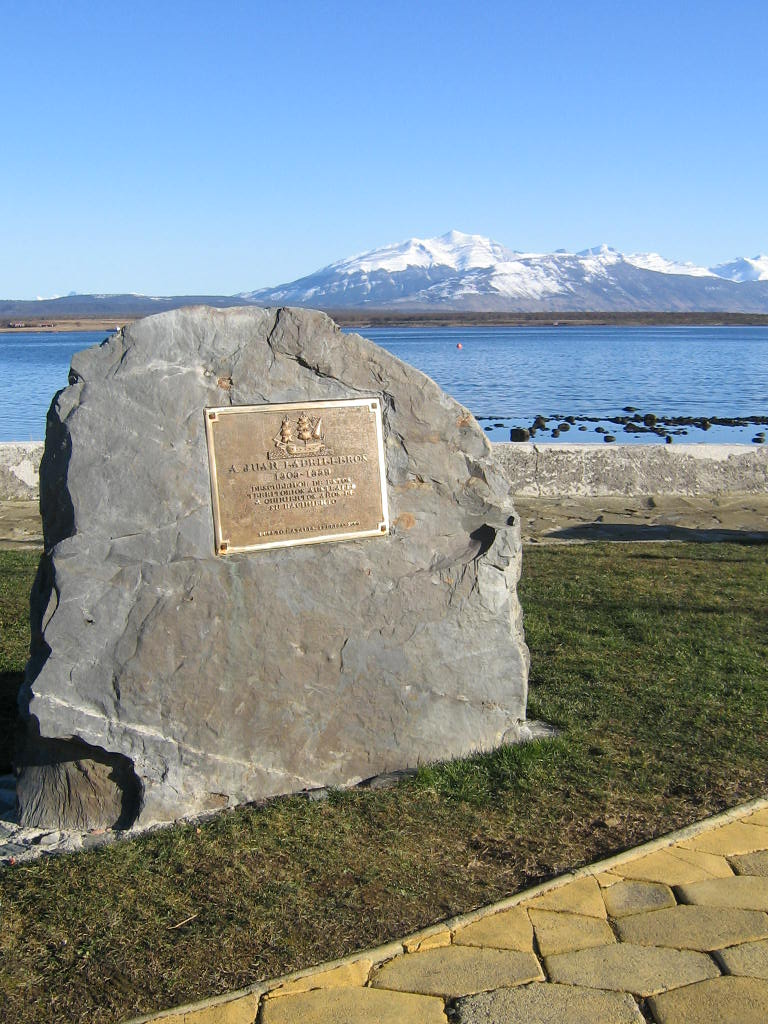
Pomník Juana de Ladrillerose na pobřeží Magellanova průlivu

Juan de Ladrilleros (1495 Moguer, Huelva, Španělsko – 1582, Valdivia) byl španělský mořeplavec. V letech 1557 – 1558 prováděl na lodi průzkum pobřeží jižního Chile, objevil řadu ostrovů, mezi nimi souostroví Chonos, poloostrov Taitao a záliv Penas. První proplul Magellanovým průlivem ze západu na východ. Plavba probíhala za neobyčejně svízelných podmínek, ztratil většinu posádky a vrátil se do Valparaisa jen se 2 muži. V průzkumu pokračoval Sarmiente de Gamboa. Po Ladrillerovi je nazván průliv v jižní části Chilského archipelu a hora v Magellanově průlivu.